# Dermatillomani
Dermatillomani (av grekiskans δέρμα, "hud", τίλλω, "plocka", "rycka", och μανια, "tvång", "vansinne"), även känt som skin picking, är ett slags tvångssyndrom som innebär att man tvångsmässigt rycker loss bitar av sin egen hud eller på annat sätt orsakar sår genom att till exempel klämma och peta på pormaskar och ojämnheter i huden. Eftersom det är få som känner till syndromet blir personer med dermatillomani ofta rådda att ta bättre hand om sin hy, då det utifrån sett bara tolkas som acne. Det kan även räknas till OCD (obsessive compulsive disorder). 
Trots namnet är det inte en mani, utan en sjukdom. Personer med dermatillomani tycker ibland inte att detta gör ont, och även när det gör ont är tvånget starkare. Många beskriver att de går in i ett slags transliknande tillstånd och att det är bara när de pillar som de kan slappna av. Personer med dermatillomani känner tvånget att rycka loss hudbitar starkare under stress, oro eller paranoia. När personen rycker loss skinn, känner denne ett lugn. I vissa fall kan det vara så att man inte själv tänker på att man rycker bort huden, medan man koncentrerar sig på andra aktiviteter så som att titta på TV eller läsa en bok.
Dermatillomani är olika för olika personer, och vissa petar särskilt bort sårskorpor; vissa äter av huden Det finns flera möjliga förklaringar till varför man drabbas av dermatillomani. Det kan bero på stress eller ångest, ett trauma, kemisk obalans med mera, men detta är främst hypoteser då man inte vet exakt vad som orsakar sjukdomen. Symptomen kan dyka upp redan i barndomen.
Kroppsdelar som personer med dermatillomani oftast utsätter är läppar, fingertoppar, axlar, ansiktet, bröst, hårbotten, händer och fötter. Tecken på dermatillomani kan vara kraftiga rodnader, ärr eller blödningar på dessa ställen. 
Cirka 50 procent av alla som lider av dermatillomani (omkring 3 procent av befolkningen) lider även av dermatillofagi som innebär att man även äter hudbitarna som man rycker loss. Dermatillomani anses ibland vara en mild form av dysmorfofobi, en psykisk sjukdom som karakteriseras av en inbillad fulhet och förvriden självbild. Omkring 50 procent av alla som har dermatillomani lider också av depressioner och/eller ångeststörningar.